# Wąbrzeźno
Wąbrzeźno este un oraș în Polonia.

## Personalități născute aici
- Karolina Kudłacz (n. 1985), handbalistă.